# Pierre Louÿs
Pierre Louis, más conocido como Pierre Louÿs (Gante, Bélgica 10 de diciembre de 1870 - París, Francia, 6 de junio de 1925), fue un escritor y poeta belga. Es conocido por su búsqueda de la "sensualidad pagana con perfección estilística". Fue nombrado primero Caballero y luego Oficial de la Legión de Honor por sus contribuciones a la literatura francesa.

## Biografía
Pierre Louÿs nació como Pierre Félix Louis el 10 de diciembre de 1870 en Gante, Bélgica, pero se mudó a Francia, donde pasó el resto de su vida. Estudió en la École Alsacienne de París, donde entabló una buena amistad con André Gide, futuro Premio Nobel y defensor de los derechos de los homosexuales. A partir de 1890, comenzó a escribir su nombre como "Louÿs" y a pronunciar la "S" final, como una forma de expresar su afición por la cultura griega clásica (la letra "Y" se conoce en francés como "i grec" o "I griega"). Durante la década de 1890, se hizo amigo del dramaturgo homosexual irlandés Oscar Wilde, y fue el dedicatorio de Salomé, de Wilde, en su edición original (francesa). Louÿs comenzó a escribir sus primeros textos eróticos a los 18 años, momento en el que desarrolló un interés por las escuelas parnasiana y simbolista de escritura. Louÿs mantuvo una relación romántica de larga duración con su compañera escritora Marie de Régnier.

## Trayectoria
En 1891, Louÿs ayudó a fundar una revista literaria, La Conque, donde se publicaron obras de autores parnasianos y simbolistas: Gide, Mallarmé, Moréas, Valéry y Verlaine. Louÿs publicó Astarté, que es una colección temprana de versos eróticos ya marcados por su estilo elegante y refinado. En 1894 publicó una colección erótica de 143 canciones titulada Las canciones de Bilitis (Les Chansons de Bilitis), esta vez con temas lésbicos fuertes (uno de los distintivos de su literatura erótica). Se divide en tres secciones, cada una representativa de una fase de la vida de Bilitis: Bucólicas en Pamphylia, Elegías en Mytilene, y Epigramas en la isla de Chipre; dedicados a ella, también una Biografía breve de Bilitis y tres Epitafios en la Tumba de Bilitis. Alcanza gran renombre porque Louÿs los publica como si fuera la obra de una cortesana de la Grecia antigua y contemporánea de Safo y Bilitis, que Louÿs hubiera sólo traducido. El engaño no duró mucho y el «traductor» Louÿs pronto es desenmascarado como el autor. Esto no desmereció la obra, pues es elogiada como fuente de elegante sensualidad y estilo refinado, incluso más extraordinario por la representación compasiva del autor (y la mujer en general) de la sexualidad lesbiana. Algunos de los poemas fueron adaptados como canciones para voz y piano, y, en 1897, su amigo íntimo Claude Debussy compuso una adaptación musical de tres de los poemas como sus Chansons de Bilitis (Lesure número 90) para voz y piano (1897-1898): 
- Flauta de Pan: Para el Día de los Jacintos
- Cabello: Me dijo: "Soñé anoche"
- La Tumba de las Náyades: A lo largo del Bosque Cubierto de Escarcha.

Debussy también publicó Six épigraphes antiques durante 1914 como piezas para piano a cuatro manos, encargadas como preludio a un recital de poemas de Louÿs:
- Para invocar a Pan, dios del viento de verano
- Para una tumba sin nombre
- Para que la noche sea favorable
- Para la bailarina de la serpiente de cascabel
- Para los egipcios
- Para agradecer la lluvia de la mañana.

En 1955, una de las primeras organizaciones de lesbianas en Estados Unidos se autodenominó Daughters of Bilitis, y hasta el presente Las canciones de Bilitis sigue siendo una obra importante para las lesbianas.
En 1896, Louÿs publicó su primera novela, Afrodita (Aphrodite (mœurs antiques)), un retrato de la vida cortesana en Alejandría. Se considera una mezcla de excesos literarios y refinamiento, y, numerada en 350.000 copias, es la obra más vendida de cualquier autor francés vivo en su tiempo. Aunque Debussy reclamó los derechos exclusivos para componer una ópera basada en Afrodita (y Louÿs afirmó haber rechazado varias solicitudes similares), el proyecto nunca se llevó a cabo.
Louÿs publicó en 1901 Las aventuras del rey Pausole (Les Aventures du roi Pausole), que sería ilustrada por Tsuguharu Foujita. En 1916 publica La antesala de la muerte (Pervigilium Mortis), también una composición libertina como la anterior, y en 1917 Manual de Urbanidad para Jovencitas (Manuel de civilité pour les petites filles à l'usage des maisons d'éducation), una parodia de una obscenidad casi sin par incluso en la amplia historia de publicaciones clandestinas francesas, publicado póstumamente y de forma anónima en 1927.
Inspirado por los argumentos de Abel Lefranc sobre la teoría derbitista de la autoría de Shakespeare, Louÿs propuso en 1919 que las obras de Molière fueron en realidad escritas por Corneille.
Incluso en su lecho de muerte, Pierre Louÿs continuó escribiendo versos eróticos.
Por otro lado, se le menciona entre los escritores franceses que asesoraron a Oscar Wilde en la redacción del drama teatral Salomé, originariamente escrito en francés y que no pudo estrenarse en Londres por cuestiones de moralidad.

## Ilustradores
Muchos artistas eróticos han ilustrado las obras de Louÿs. Algunos de los más renombrados han sido John Austen, Tsuguharu Foujita, Georges Barbier, Louis Icart, Pascal Pia, Marcel Vertès, Rojan, Pierre Leroy, Alméry Lobel Riche, Louis-André Berthommé, Suzanne Ballivet, Édouard Zier, Joseph Kuhn-Régnier, Pierre Lissac, Paul-Emile Bécat, Renée Ringel, Monique Rouver, Génia Minache, Mariette Lydis, Lucio Milandre, J. A. Bresval, Antoine Calbet, Milo Manara, Georges Pichard, entre otros.
Las ilustraciones más famosas para las canciones de Bilitis han sido hechas por Willy Pogany en estilo art decó para una publicación de distribución privada de Macy-Masius, Nueva York, en 1926.

## Obras
- 1891: Astarté.
- 1894: Les Chansons de Bilitis.
  - 1926 The Songs of Bilitis, traducción inglesa de Alvah Bessie.
  - 1929: edición que incluye poemas suprimidos.
  - 1930: “'Véritables Chansons de Bilitis”' ("Verdaderas Canciones de Bilitis", probablemente no de Pierre Louÿs).
- 1896: Aphrodite: mœurs antiques ("Afrodita: modales antiguos").
  - 1928: edición que incluye pasajes suprimidos (traducida al inglés durante 1928 por Whittaker Chambers).[12]
- 1898: La Femme et le pantin ("La mujer y el títere").
  - 1908 La mujer y el títere traducción inglesa de G. F. Monkshood (seudónimo de William James Clarke ).
- 1901: Les Aventures du roi Pausole ("Las aventuras del rey Pausole").
  - 1929 Las aventuras del rey Pausole, traducción inglesa de  Charles Hope Lumley.
- 1903: Sanguines.
- 1906: Archipel ("Archipiélago").
- 1916: Pervigilium mortis ("Vigía de la muerte").
- 1925: Le Crépuscule des nymphes ("El crepúsculo de las ninfas").
- 1925: Quatorze Images ("Catorce imágenes").

Publicación póstuma:
- 1926: Manuel de civilité pour les petites filles à l'usage des maisons d'éducation ("Manual de comportamiento para las niñas de los centros de enseñanza")
  - 2022 A Handbook of Manners for the Good Girls of France, traducción al inglés de Lono Taggers
- 1926: Trois Filles de leur mère ("Tres hijas de su madre")
  - 1958 The She-Devils (como de "Peter Lewys"), , traducción inglesa anónima [de William S. Robinson] publicada en París por Olympia Press.
  - 1969 Mother's Three Daughters, traducción inglesa de Sabine D'Estree (seudónimo de Richard Seaver )
- 1927: Psyché
- 1927: Páginas (textos seleccionados)
- 1927: Douze douzains de dialogues ("Doce docenas de diálogos")
- 1927: Histoire du roi Gonzalve et des douze princesses ("Historia del rey Gonzalve y las doce princesas")
- 1927: Poésies érotiques ("Poemas eróticos")
- 1927: Pybrac
- 1927: Trente-deux Quatrains ("Treinta y dos cuartetos")
- 1933: Au Temps des juges: chants bibliques ("En tiempos de los jueces: cantos bíblicos")
- 1933: Contes choisis (Cuentos escogidos)
- 1938: La Femme ("Mujer")
- 1945: Stances et derniers vers ("Estrofas y últimos versos")
- 1948: Le Trophée de vulves légendaires ("El trofeo de las vulvas legendarias")
- 1949: Cydalise («La Cidalisa»)
- 1988: L'Île aux dames ("La isla de las mujeres")